# Nexus 7 (2012)
Il Nexus 7 del 2012, nome in codice "grouper", è un tablet con display da 7 pollici, ideato da Google e prodotto da ASUS immesso nel mercato a partire da luglio 2012 con sistema operativo Android Jelly Bean 4.1 e aggiornato ad Android Lollipop 5.1.
È il primo tablet di Google (seguito dal Nexus 10 da 10 pollici) e cerca di avere il miglior rapporto qualità prezzo sul mercato e si pone in diretta competizione con altri prodotti come, ad esempio, il Kindle Fire HD di Amazon. Il basso costo di questi dispositivi (il prezzo copre a mala pena il costo di fabbricazione), confrontati soprattutto con i concorrenti sul mercato aventi caratteristiche simili ma prezzo molto più alto, è dovuto al fatto che, sia Google che Amazon, non puntano a guadagnare dalle vendite dei loro tablet (che è praticamente nullo) ma dalle vendite dei servizi (libri, musica, applicazioni) collegati ad essi ed al loro store.
La seconda generazione di questo tablet, il Nexus 7 (2013) è stata presentata il 24 luglio 2013.

## Schermo
- Display HD 1280 x 800 da 7" (216 ppi) IPS
- Formato 16:10 con angolo di visuale di 178°
- Multitouch a 10 punti
- Vetro Gorilla Glass

## Hardware
- Processore: NVIDIA Tegra 3 T30L (1.3 GHz quad-core Cortex-A9)
- Grafica: Integrata nel processore, 12 core a 416 MHz serie NVIDIA GeForce ULP
- Fotocamera: Solo frontale da 1.3 Megapixel (con modifica software registra in HD 720p)
- Memoria interna: 8, 16, 32 GB
- RAM: 1 GB DDR3L

## USB OTG
Utilizzabile per la connessione di dispositivi esterni come mouse, tastiera e
dongle 3G esterno (per versioni che non lo supportano).
Se opportunamente modificato tramite software, è possibile utilizzare delle app capaci di montare
anche dispositivi di archiviazione esterna, come pen-drive e hard disk.

## Versioni e Prezzi
- 8 GB solo WiFi a € 149,00 (non più in vendita dall'uscita della versione a 32 GB);
- 16 GB solo WiFi a € 129,00 (prezzo ribassato da € 249,00 dopo l'uscita della versione da 32 GB). Non più in vendita in Italia ma reperibile in alcuni negozi;
- 32 GB solo WiFi a € 160,00;
- 32 GB WiFi + 3G a € 180,00.

## Sistema operativo
- Al momento del rilascio: Android Jelly Bean 4.1
- Ultimo aggiornamento disponibile: Android Lollipop 5.1.1 (build LMY47V)

Come tutti i prodotti della linea Nexus di Google, anche il Nexus 7 si differenzia dagli altri tablet Android per l'assenza di personalizzazione dell'interfaccia grafica del sistema operativo da parte del produttore. Si avrà così l'interfaccia nativa di Android (ma che comunque si potrà personalizzare a piacere scaricando eventuali Launcher dal Play Store). Questo, oltre ad una scelta di Google, pone la serie Nexus in testa come velocità di aggiornamento e supporto del sistema operativo rispetto a tutti gli altri dispositivi presenti sul mercato. Si avrà in questo modo la versione di Android più aggiornata del momento per il proprio dispositivo.
Dall'introduzione di Android 4.2 è possibile usufruire della nuova funzionalità multi-utente. Inoltre è supportata la rotazione dello schermo in orizzontale, come già dalla precedente versione (Android 4.1.2 Jelly Bean), al contrario della versione di rilascio iniziale.
Oltre ad Android è possibile installare sul Nexus 7 una qualsiasi distribuzione Linux con supporto ai processori ARM. La prima ad avere il supporto ufficiale per questo dispositivo è stata Ubuntu 12.10 anche se, a detta di Canonical, solo a partire dalla versione 13.04 il sistema è stato maggiormente ottimizzato.

## Dimensioni e Massa
- Dimensioni: 198.5 x 120 x 10.45 mm
- Massa: 340 g solo WiFi, 347 g WiFi + 3G

## Batteria
- Polimeri di Litio a 4325 mAh
- 9 ore di riproduzione video in HD
- 10 ore di navigazione su Internet
- 10 ore di lettura di eBook
- 300 ore di standby

## Connettività
- Wi-Fi 802.11b/g/n (n a 2.4 GHz)
- Wi-Fi Direct (supportata da Android 4.2 Jelly Bean)
- Bluetooth 4.0
- A-GPS
- NFC (Android Beam)
- Micro USB (con OTG)
- Pin per docking
- HSDPA+ (solo modello 3G)
- Uscita audio Jack da 3,5 mm
- Altoparlante audio stereo sul retro
- 2 microfoni integrati

## Sensori
- Giroscopio
- Luminosità ambientale
- Magnetometro
- Accelerometro
- Sensore di Suono
- Bussola Digitale